# Années 1130
Les années 1130 couvrent la période de 1130 à 1139.

## Évènements
- 1129-1189 : le mouvement communal gagne le sud de la France depuis l'Italie ; Avignon (v. 1129), Arles et Béziers (1131), Narbonne (1132), Nice, Nîmes et Lodève (1144), Perpignan et Albi (1148), Uzès (1150), Toulouse (1152), Grasse (1155), Marseille (1178), Carcassonne (1184), Agen (1189)[1].
- 1130-1140 : essor des foires de Champagne[2].
- 1130-1138 : offensive byzantine en Orient. Jean II Comnène mène cinq campagnes en Asie mineure de 1130 à 1135[3] ; victoire sur les Danichmendides ; la frontière est repoussée jusqu’à l’Halys[4]. En 1137-1138 la Petite-Arménie et la principauté d'Antioche sont soumises[5].
- Vers 1130 : un prétendant venu de l’Östergötland, Sverker, réussit à s’imposer comme roi en Suède après de longues querelles religieuses et dynastiques (fin de règne en 1156). Il rend le calme dans le pays pendant vingt-cinq ans. Il s’appuie sur l’archevêque de Lund, Eskil, pour mettre de l’ordre dans l’État, organise l’Église et implante des couvents cisterciens dans le pays[6].
- 1130-1164 : affaiblissement du pouvoir royal en Norvège à la mort de Sigurd Ier. Désordres (en) liés à la concurrence de prétendants au trône plus ou moins légitimes, qui s’entretuent[7]. L’aristocratie gouverne dans un calme relatif. L’Église tire profit de cette situation, et apparaît plus que jamais comme un recours.
- 1131-1134 : les Khitans (dynastie Liao), menés par Ye-liu Ta-che retournent au nomadisme pour fonder l’état bouddhique de Kara Khitaï (Khitan noirs) dans l’est du Turkestan occidental avec Balasagun (Kara Ordu) comme capitale[8].
- 1131-1133 : guerres de succession dans le sultanat seldjoukide d'Irak[9].
- 1132-1136 : tensions entre l’oligarchie de Novgorod et l’État de Kiev. Indépendance de la République de Novgorod[10]. Début du déclin de la Rus' de Kiev qui se divise au milieu du siècle en principautés indépendantes[11].
- Vers 1132-1139 : Pierre de Bruys est brûlé  à Saint-Gilles par des fidèles indignés sur un bûcher de croix qu'il avait préparé pour les détruire[12].
- 1135-1154 : guerre civile anglaise entre Étienne de Blois et Mathilde l’Emperesse[13].
- 1135-1156 : les Normands de Sicile commencent l’occupation du littoral oriental de l’Ifriqiya ; Djerba en 1135, Kerkennah en 1146, Sfax et Mahdia en 1148[14]. La Tunisie est ouverte au commerce de Gênes et de Pise.
- Vers 1135 : la dynastie Zagoué remplace les Salomonides en Éthiopie[15].
- 1137 : union dynastique de la Catalogne et du Royaume d'Aragon[16].
- 1138 : démembrement territorial de la Pologne à la mort de Boleslas III Bouche-Torse[17].
- 1139 : indépendance du Portugal après la bataille d'Ourique[18].

## Personnages significatifs
Pierre Abélard
- Al-Mustarchid
- Albert Ier de Brandebourg
- Anaclet II
- Béla II de Hongrie
- Conrad III de Hohenstaufen
- David Ier d'Écosse
- Étienne d'Angleterre
- Foulque V d'Anjou
- Héloïse
- Innocent II
- Jean II Comnène
- Ismaël de Damas
- Ladislas II le Banni
- Lothaire de Supplinbourg
- Louis VII de France
- Mahmud de Damas
- Mathilde l'Emperesse
- Mélisende de Jérusalem
- Pierre Lombard
- Raimond-Bérenger IV de Barcelone
- Roger II de Sicile
- Sanjar
- Unur
- Yue Fei
- Zengi